# June Jago
June Jago (31 maart 1928 - 29 juli 2010) was een Australische actrice, ook actief in Groot-Brittannië. Ze debuteerde in 1959 in de comedy Please Turn Over. Ook was ze onder meer te zien in enkele Carry On-films en speelde ze gastrollen in series als Catweazle, Z Cars en Budgie.
Sinds 1986 heeft ze niet meer geacteerd in films of in televisieseries. Wel was ze als dialoogcoach betrokken bij de film Flynn uit 1996.

## Filmografie
- Please Turn Over (1959) - Gladys Worth
- The Captain's Table (1959) - Gwenny Coke
- No Kidding (1960) - Hoofdzuster
- No Hiding Place Televisieserie - April Macomber (Afl., Fair Lady, 1960)
- Carry on Regardless (1961) - Verpleegster
- Carry on Doctor (1967) - Zuster Hoggett
- Journey Into Darkness (1968) - Emily Blake (Episode 'Paper Dolls')
- A Man of our Times Televisieserie - Rose (Afl., The Dream Time, 1968)
- Rogues' Gallery Televisieserie - De prinses van Wales (Afl., A Bed-Full of Miracles, 1969)
- Journey to the Unknown Televisieserie - Emily Blake (Afl., Paper Dolls, 1970)
- Catweazle Televisieserie - Susan Bonnington (Afl., The Witching Hour, 1970)
- Armchair Theatre Televisieserie - Jean (Afl., Up Among the Cuckoos, 1970)
- The Games (1970) - Mae Harcourt
- Melody (1971) - Miss Fairfax
- Budgie Televisieserie - Mrs. Leeman (Afl., 24,000 Ball Point Pens, 1971)
- Z Cars Televisieserie - Hoofdzuster (Afl., Stray Girl, 1973)
- Heidi (Televisiefilm, 1974) - Fraulein Rottenmeier
- The Good Life Televisieserie - De dokter (Afl., Backs to the Wall, 1975)
- Crown Court Televisieserie - Adelaide Perkins (Afl., Forever, 1979)
- Double Deal (1981) - Mrs. Coolidge
- The Man from Snowy River (1982) - Mrs. Bailey
- Departure (1986) - Frances